# The Red Mill
Pour plus de détails, voir Fiche technique et Distribution.
The Red Mill  est un film américain réalisé par Roscoe Arbuckle (sous le pseudonyme de William Goodrich), sorti en 1927.

## Fiche technique
- Titre : The Red Mill
- Réalisation : William Goodrich (Roscoe Arbuckle)
- Scénario : Frances Marion d'après l'opérette The Red Mill de  Victor Herbert et Henry Martyn Blossom
- Photographie : Hendrik Sartov
- Montage : Daniel J. Gray
- Société de production : Cosmopolitan Productions et Metro-Goldwyn-Mayer
- Société de distribution : Metro-Goldwyn-Mayer
- Pays d'origine :  États-Unis
- Format : Noir et blanc — 35 mm — 1.33:1 — Muet
- Genre : Comédie
- Durée : 74 minutes

## Distribution
- Marion Davies : Tina
- Owen Moore : Dennis
- Louise Fazenda : Gretchen
- George Siegmann : Willem
- Karl Dane : Captain Jacop
- Snitz Edwards : Caesar
- Russ Powell : le Bourgmestre
- William Orlamond : le Gouverneur